# Bertha Mahony
Bertha Everett Mahony (Rockport, 13 de marzo de 1882-Ashburnham, 16 de mayo de 1969), también conocida como Bertha Mahony Miller, fue una editora estadounidense, es considerada una figura insigne del movimiento de literatura infantil. Creó una de las primeras librerías para niños en Boston, Massachusetts. Fue la fundadora de Horn Book Magazine, además de ser la revista más antigua de su tipo en Estados Unidos, Horn Book sigue siendo uno de los árbitros de excelencia más conocidos en las publicaciones para niños. Fue la responsable de la creación de la editorial Horn Book, Inc.

## Biografía
Mahony nació el 13 de marzo de 1882 en Rockport, Massachusetts. Asistió al Simmons College en 1902, como no pudo pagar los cuatro años de la carrera de Bibliotecología, optó por tomar un año de cursos de secretaría. Participó en un programa avanzado de un año en la Escuela de Estudios de Secretariado. Durante este tiempo, también se unió al Sindicato Educativo e Industrial de Mujeres de Boston.
Al finalizar sus cursos, consiguió un trabajo en la New Library, una biblioteca de préstamo. Poco después, fue empleada como secretaria adjunta en el Sindicato. Comenzó como secretaria adjunta y luego se encargó de los materiales de promoción. Más tarde se convirtió en la presidenta asociada del Comité Ejecutivo de la pequeña compañía de teatro del sindicato, The Children's Players, que la involucró en una serie de obras infantiles durante cuatro años. La compañía de teatro se disolvió en 1917, igualmente el Sindicato reconoció su creatividad en la tarea de la selección de obras infantiles.

## Preludio de la librería
En agosto de 1915, Mahony leyó un artículo del Atlantic Monthly titulado Una nueva profesión para las mujeres escrito por Earl Barnes, que describía gloriosamente la venta de libros como una profesión para mujeres. Este artículo, combinado con su trabajo con obras de teatro para niños, impulsó a Mahony a crear una librería para niños.
Mahony contó con el apoyo de expertos en literatura infantil para llenar sus vacíos de información. Habló con Alice Jordan de la Biblioteca Pública de Boston y con Frederic Melcher. Visitó la Sala de Niños Central en Nueva York y conoció a Anne Carroll Moore. Otros íconos de la literatura infantil a los que visitó fueron Clara Hunt y Caroline Hewins. Mahony también obtuvo el apoyo financiero de los bancos y del Sindicato Educativo e Industrial de Mujeres.

## La librería para niños y niñas
No parece posible que pueda haber ninguna profesión con mayores satisfacciones, una mayor excitación diaria o un sentido más vital de las mareas de la vida que la de librero en una librería.

La librería para niños y niñas abrió a principios de octubre de 1916. Originalmente presentó solo literatura infantil de diversa índole. La librería realizó todo tipo de programas para niños, incluidos concursos de lectura, En 1917, publicó Libros para niños y niñas: lista de compras sugerida, otra novedad en su tipo. En el verano de 1920, Mahony se acercó a la comunidad y abrió la primera librería ambulante. The Book Caravan era una sucursal de The Bookshop for Boys & Girls, que viajó por toda Nueva Inglaterra. Sin embargo, no pudo obtener ganancias y se disolvió poco después, a pesar de las súplicas de Mahony a sus patrocinadores.
The Bookshop for Boys & Girls (La Librería para Niños y Niñas) también recibió una segunda mirada debido a las ganancias. En 1921, la librería se trasladó calle abajo a un espacio más amplio. En el balcón envolvente se exponían libros para niños, mientras que en la planta baja había literatura para adultos. El nuevo letrero decía «La librería para niños y niñas: con libros de muchos temas para adultos». La esperanza era atraer a los niños agregando la presencia de un adulto.

## La revistaHorn Book
Mahony y Elinor Whitney crearon The Horn Book, una revista que se centraría únicamente en libros infantiles, que se describía como «la única revista que existe en cualquier lugar dedicada a los buenos libros y la lectura para los jóvenes». Fue la primera revista de este tipo que se centró exclusivamente en la literatura infantil. El primer número, publicado en octubre de 1924, era principalmente una lista de nuevos libros recomendados, pero la revista creció hasta incluir algo más que una simple lista de libros. También se añadieron la crítica y la filosofía a medida que se expandió el campo de la literatura infantil. Mahony se casó con William D. Miller en 1932 y renunció a The Bookshop en 1934 para concentrarse únicamente en The Horn Book.
En 1937 la Women's Educational and Industrial Union vendió The Bookshop for Boys & Girls, lo que acabó con ella. Sin embargo, Mahony vio la revista como una continuación de los objetivos que la impulsaron a crear la librería.

Sin duda, todo lo que era bueno en la Librería para Niños y Niñas debe estar soplando por el mundo como el polen en el viento. Se asentará y echará raíces allí donde el suelo le sea más favorable, y así, aunque se disperse, no se perderá.

## La editorialHorn Book
Horn Book, Inc. fue la editorial que creó cuando se jubiló. Publicó obras como los libros líricos de Paul Hazard. The Horn Book, Inc. también publicó libros de los que Mahony fue editora o coeditora. Esas obras incluyen: Illustrators of Children's Books: 1744-1945 (1957), Newbery Medal Books: 1922-1955 (1955) y Caldecott Medal Books: 1938-1957 (1957). Desde 1963 hasta su muerte en 1969, fue presidenta del consejo de administración de la empresa.

## Obras
- Books for boys and girls a suggestive purchase list. Boston : Women´s Educational and Industrial Union, 1916
- Realms of gold in children's books / ed. by Bertha Mahony Miller and Elinor Whitney Field, Doubleday, Doran, 1929
- Contemporary illustrators of children's books / ed. by Bertha Mahony Miller and Elinor Whitney Field, Bookshop for Boys and Girls, Women's Educational and Industrial Union, 1930
- Five years of children's books; a supplement to Realms of gold / ed. by Bertha Mahony Miller and Elinor Whitney Field, Doubleday, Doran, 1936

- Illustrators of children's books, 1744-1945 / compiled by Bertha E. Mahony, Louise Payson Latimer, Beulah Folmsbee / Boston : The Horn Book, 1947
- Newbery : medal books : 1922-1935 with their authors' acceptance papers & related material chiefly from the Horn book magazine / ed. by Bertha Mahony Miller and Elinor Whitney Field, 1955
- Caldecott medal books, 1938-1957 : with the artists' acceptance papers & related material chiefly from the Horn book magazine / ed. by Bertha Mahony Miller and Elinor Whitney Field, 1957
- Illustrators of children's books / compiled by Ruth Hill Viguers, Marcia Dalphin, Bertha Mahony Miller / Boston : the Horn book, 1958

## Premios
- Premio WNBA, anteriormente conocido como el premio Constance Lindsay Skinner, 1955.
- Regina Medal de la Catholic Library Association, 1967.[3]
- Galardonada en el banquete de la American Library Association, junio de 2000.